# Antoine d'Orléans-Bragance (1881-1918)
Pour les articles homonymes, voir Antoine d'Orléans-Bragance.

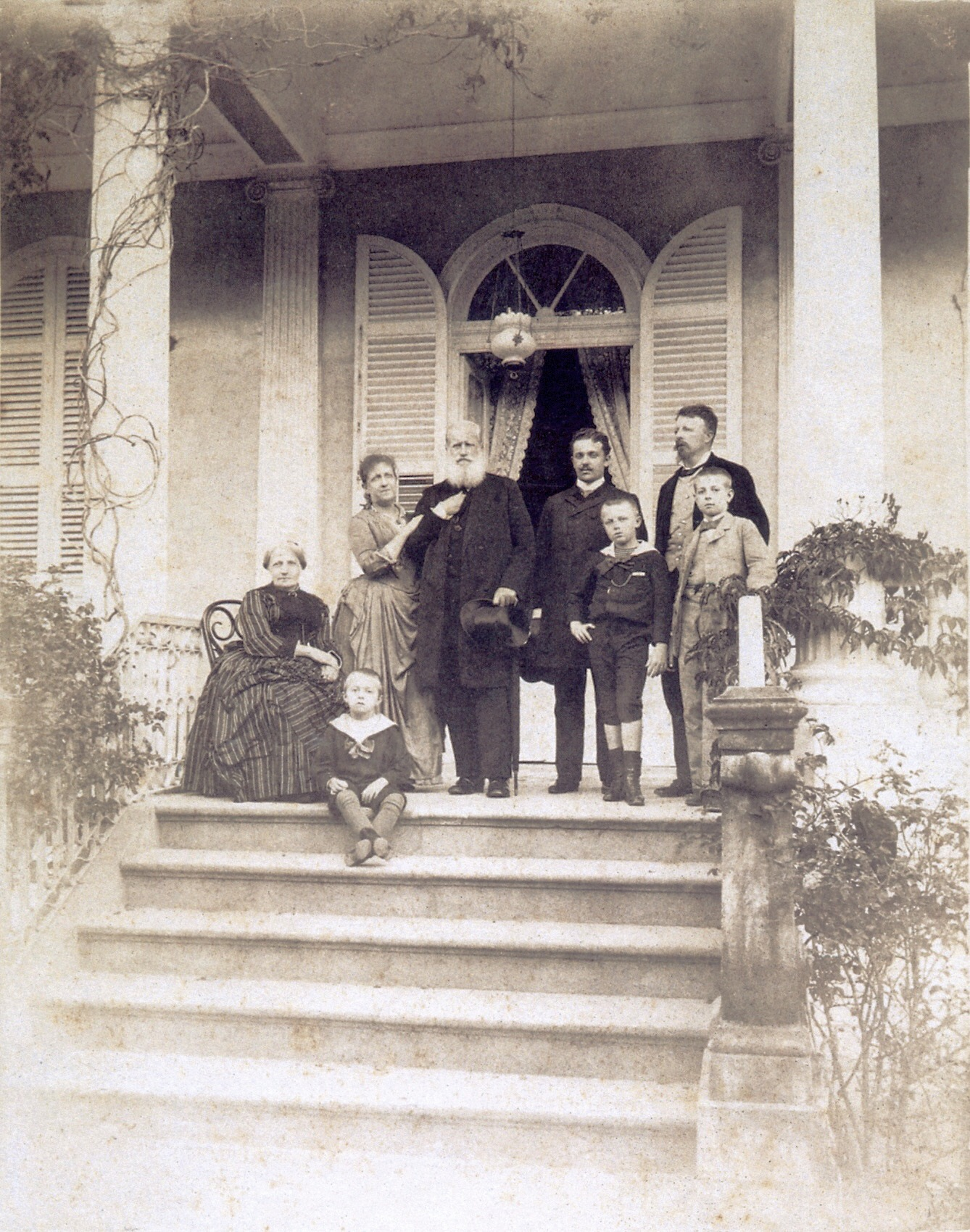
Sur ce qui est considéré comme la « dernière photo de la famille impériale au Brésil » (1888), le prince apparaît assis sur les marches, entre sa grand-mère, l’impératrice Thérèse-Christine de Bourbon-Siciles, et sa mère, la princesse Isabelle. À leurs côtés, on trouve également l’empereur Pierre II, le comte d’Eu, Pierre-Auguste de Saxe-Cobourg et les princes Louis et Pierre d’Alcantara. Photo de Otto Hees.

Antoine Gaston Philippe François d’Assise Marie Michel Gabriel Raphaël Gonzague d’Orléans-Bragance, prince du Brésil, est né à Paris, le 9 août 1881, et est mort à Edmonton (Angleterre), le 29 novembre 1918.

## Famille
Dom Antoine d'Orléans-Bragance est le troisième fils d'Isabelle de Bragance (1846-1921), princesse impériale du Brésil et plusieurs fois régente de son pays, et de son époux le prince Gaston d'Orléans (1842-1922), comte d'Eu. Par sa mère, il est le petit-fils de l’empereur Pierre II du Brésil tandis que, par son père, il est l’arrière-petit-fils du roi des Français Louis-Philippe Ier.
Bien que d’un tempérament séducteur, le prince Antoine ne s’est jamais marié et n’a eu aucune descendance.

## Biographie
Antoine d’Orléans-Bragance, que sa famille appelle affectueusement « Toto », naît à Paris, pendant un voyage que ses parents, la princesse impériale du Brésil et le comte d’Eu, réalisent en 1881, pour des raisons de santé. Mais le prince et ses parents rentrent rapidement au Brésil et Antoine passe les premières années de sa vie dans la région de Petrópolis, auprès de son grand-père, l’empereur Pierre II, et du reste de la famille impériale.
En compagnie de ses deux frères aînés, le prince Antoine reçoit une éducation soignée, donnée par une multitude de précepteurs choisis par l’empereur et encadrés par le baron Ramiz Galvão.
Mais, le 15 novembre 1889, une révolution éclate et la république est proclamée au Brésil. Le prince Antoine, alors âgé de 8 ans, doit donc quitter son pays et suivre sa famille en exil, d’abord au Portugal, puis en Normandie. C’est dans cette région, et plus particulièrement au château d’Eu, racheté par son père au comte de Paris, que le prince passe ensuite la plus grande partie de son existence.
Il poursuit ses études à l'Académie militaire thérésienne de Wiener Neustadt, en Autriche. Son père, le comte d’Eu, préfèrerait bien le voir s’engager dans l’Armée française, mais il est de nationalité brésilienne. Après avoir obtenu son diplôme, il est lieutenant des hussards dans l'armée austro-hongroise entre 1908 et 1914, comme ses deux frères et sert à plusieurs reprises l’empereur François-Joseph.
En 1914, le prince Antoine quitte cependant l’Armée austro-hongroise car il refuse de combattre la France, qu’il considère comme son second pays. Comme son frère Louis, le prince Antoine sollicite du roi George V du Royaume-Uni l’autorisation d’intégrer son armée, ce à quoi il est autorisé. Il s’enrôle dans la Royal Navy, où il sert comme pilote d’avion.
C’est d’ailleurs aux commandes d’un avion que le prince trouve la mort. Le prince réussit pourtant à traverser la Première Guerre mondiale sans être blessé. Malheureusement, un accident se produit alors qu’il réalise des manœuvres d’exercice, près de Londres, trois jours seulement après l’Armistice. Il meurt finalement de ses blessures quelques jours après et il est ensuite enterré à la chapelle royale de Dreux en France.

## Titulature et décorations

### Titulature
- 9 août 1881 — 26 avril 1909 : Son Altesse le prince Antoine d'Orléans-Bragance, prince de Brésil
- 26 avril 1909 — 29 novembre 1918 : Son Altesse Royale le prince Antoine d'Orléans-Bragance, prince de Brésil

### Décorations
- Grand-croix de l'ordre de la Croix du Sud (empire du Brésil)[1]
- Grand-croix de l'ordre de Pierre Ier (empire du Brésil)[1]
- Grand-croix de l'ordre de la Rose (empire du Brésil)[1]
- Grand-croix de l'ordre du Mérite civil (royaume de Bulgarie)[1]
- Grand-croix de l'ordre de Charles III (royaume d'Espagne)[1]
- Chevalier de l'ordre national de la Légion d'honneur (République française, 1917)[1]
- Grand-croix de l'ordre du Soleil levant (empire du Japon)[1]
- Grand-croix de l'ordre du Christ (royaume du Portugal)[1]

### Biographie du prince
- (pt) Teresa Malatian, O Principe soldado: A Curta e impulgante vida de Dom Antonio de Orleans e Bragança,  Linotipo digital, 2019.

### Autre ouvrage
- Isabelle d'Orléans, comtesse de Paris, Tout m'est bonheur (souvenirs), Éditions Robert Laffont, coll. « Vécu », Paris, 1978. 440 p.-[16] p. de pl. ; 24 cm.  (ISBN 2-221-00107-9).